# Jing Hao

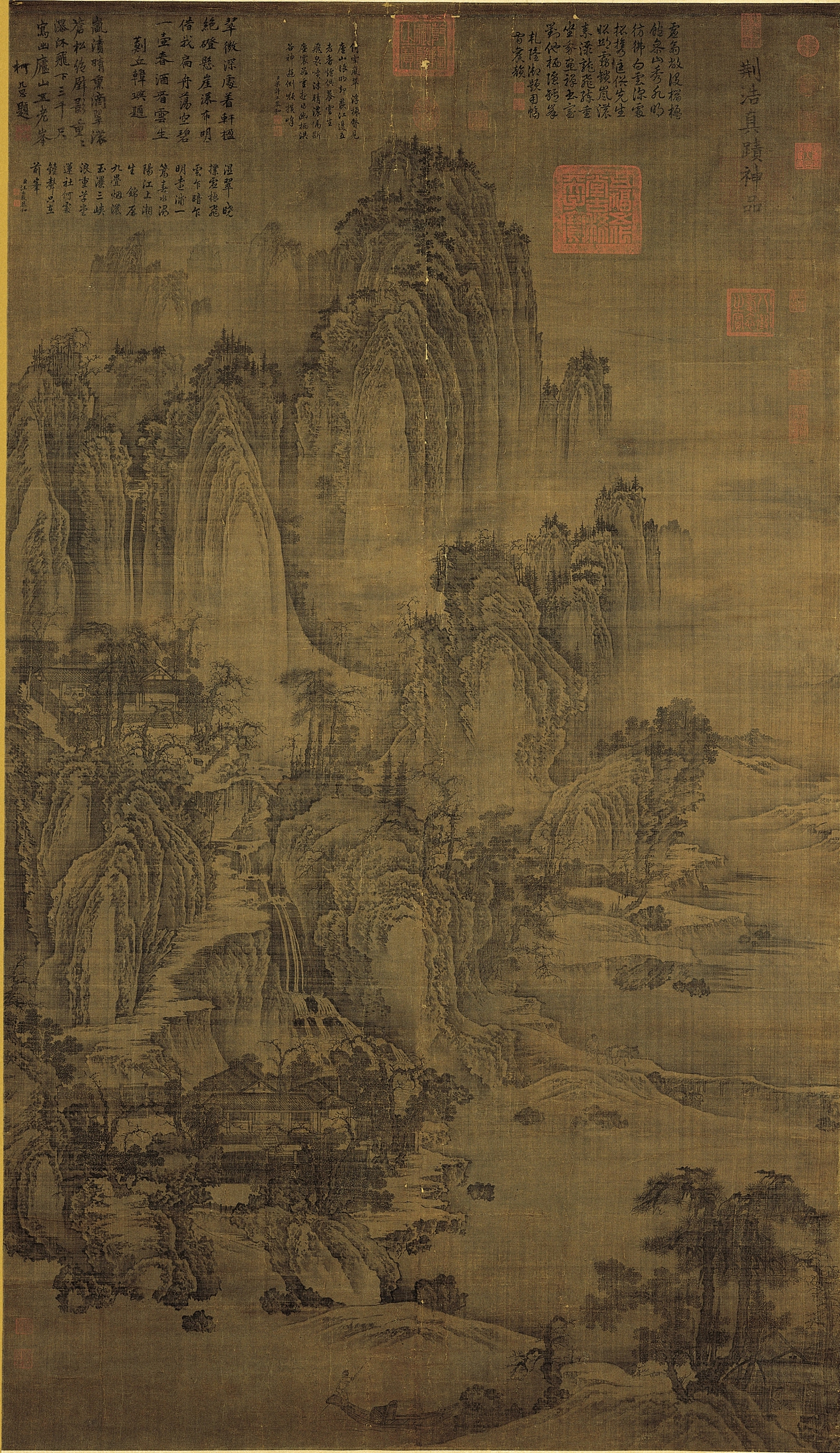
De berg Kuanglu; hangende rol met gewassen inkt op zijde, collectie Nationaal Paleismuseum

Jing Hao (荊浩; ca. 855–915) was een Chinees kunstschilder en theoreticus uit de periodes van de Tang-dynastie en de Vijf Dynastieën en Tien Koninkrijken. Jing bracht een groot deel van zijn leven in afzondering door in het Taihang-gebergte in de provincie Shanxi. Hij schilderde in de stijl van de Tang-meesters, waarbij hij de nadruk legde op de schoonheid van het landschap. Er zijn twee schilderijen aan Jing toegeschreven: Reizigers in een besneeuwd landschap en De berg Kuanglu.
Jing en zijn leerling Guan Tong behoorden tot de meest toonaangevende kunstenaars in de ontwikkeling van de shan shui-schilderkunst in het noorden van China. Zij beeldden hoog oprijzende bergen af in krachtige zwarte penseelstreken, die later bekend kwam te staan als de noordelijke landschapsstijl. Deze stijl contrasteerde sterk met de atmosferische zuidelijke landschapsstijl. In de periode van de Noordelijke Song borduurden meesters als Li Cheng, Fan Kuan en Guo Xi voort op het werk van Jing en Guan.
Jing schreef een aantal verhandelingen over schilderkunst en esthetica. Zijn Aantekening van borsteltechnieken (Bifa Ji) beschrijft hoe een landschapsschilder in harmonie met de natuur te werk gaat. Volgens kunsthistorici schreef Jing het als een kritiek op Xie He's Zes principes van de Chinese schilderkunst.  De verhandeling werd tot na de Song-periode door schilders als leerboek gebruikt.
- Gemeinsame Normdatei: 1018376348
- Union List of Artist Names: 500320170
- Virtual International Authority File: 220793465